# 阿普勒蒙 (萨瓦省)
阿普勒蒙（法語：Apremont，法語發音：[apʁəmɔ̃]）是法国萨瓦省的一个市镇，属于尚贝里区。

## 地理
阿普勒蒙（45°30'40"N, 5°57'30"E）面积17.76 平方千米，位于法国奥弗涅-罗讷-阿尔卑斯大区萨瓦省，该省份为法国东部省份，历史上为薩伏依的一部分，北起上萨瓦省，西接伊泽尔省和安省，南部和东部与上阿尔卑斯省和意大利接壤。
与阿普勒蒙接壤的市镇（或旧市镇、城区）包括：蒙塔尼奥勒、米扬、圣巴尔多夫、波特德萨瓦。

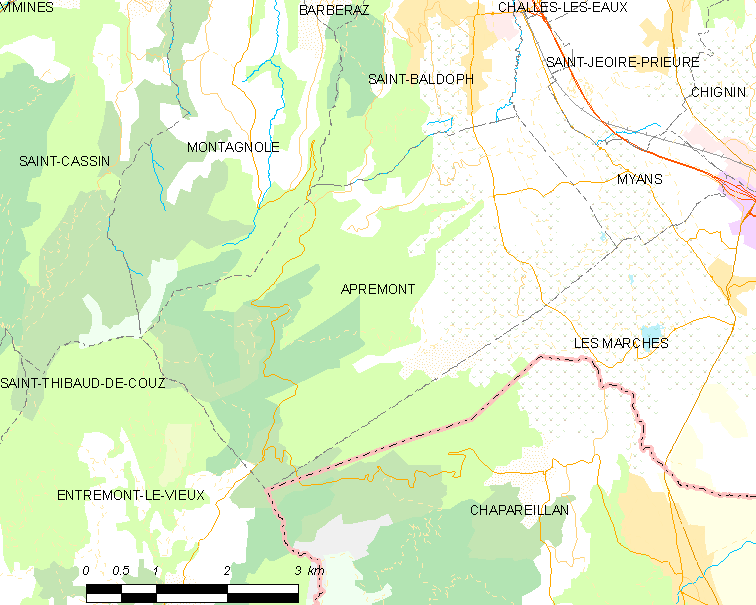
的OSM定位图

阿普勒蒙的时区为UTC+01:00、UTC+02:00（夏令时）。

## 行政
阿普勒蒙的邮政编码为73190，INSEE市镇编码为73017。

## 政治
阿普勒蒙所属的省级选区为蒙梅利扬县。

## 人口

1962-2008年间人口变化图示

阿普勒蒙于2022年1月1日时的人口数量为968人。